# Симьонеску, Мариана
Мариана Симьонеску (рум. Mariana Simionescu, в замужестве Борг; род. 27 ноября 1956, Тыргу-Нямц) — румынская теннисистка. Член сборной Румынии в Кубке Федерации, победительница трёх открытых международных турниров в одиночном и парном разряде, победительница Открытого чемпионата Франции среди девушек (1974).

## Биография
Мариана Симьонеску, уроженка Тыргу-Нямца и воспитанница клуба «Динамо», заявила о себе как теннисистка уже в 16 лет, войдя в состав сборной Румынии в Кубке Федерации и дойдя с ней в 1973 году до полуфинала этого турнира. В 1974 году Мариана выиграла Открытый чемпионат Франции среди девушек. Её успех пришёлся на тот же период, что и юниорские победы Вирджинии Рузичи и Флоренцы Михай, и на протяжении трёх последующих десятилетий они оставались единственными румынками, выигрывавшими турниры Большого шлема.
Через год на Уимблдонском турнире Мариана познакомилась с молодым шведским теннисистом Бьорном Боргом, уже заработавшим имидж не только одного из лучших игроков мира, но и любимца женщин. Тем не менее отношения между ним и Марианой переросли уровень случайного романа, и летом 1976 года они тайно обменялись обручальными кольцами. Вскоре после этого, в сентябре 1976 года, Мариана, выезжавшая на соревнования в США, и её отец Опря, сопровождавший дочь, попросили о политическом убежище в этой стране; мать Марианы осталась в Румынии. Симьонеску воспользовались редкой возможностью пребывания за границей, так как румынское правительство неохотно разрешало большинству теннисистов (за исключением лучшего игрока страны Илие Настасе) выезжать на турниры за рубеж. К этому времени на счету Марианы, кроме полуфинала Кубка Федерации, были также финал Открытого чемпионата Италии в паре с Рузичи, победа на Открытом чемпионате Шотландии в июне 1976 года и выход в четвёртый круг Открытого чемпионата Франции этого же года. На следующий год Симьонеску добралась до 1/8 финала и на Уимблдоне, проиграв местной фаворитке Вирджинии Уэйд со счётом 7-9, 3-6.
Впоследствии, получив личные гарантии возглавлявшего спортобщество «Динамо» генерала Николае Стана, Симьонеску вернулась в Румынию, о чём, по собственным словам, не жалела. Она продолжала выступать до 1980 года, в том числе дойдя со сборной Румынии до четвертьфинала Кубка Федерации в 1978 году, а в 1980 году став победительницей Открытого чемпионата Японии. В том же году она наконец вышла замуж за Борга — организатором свадьбы стал генерал Стан. Брак Борга и Симьонеску продолжался до 1984 года — через год после окончания игровой карьеры Бьорна они расстались, когда он начал встречаться с 17-летней шведской моделью Яннике Бьорлинг. Мариана осталась жить в Монако и сохранила двойную фамилию.
Позже начался роман между Симьонеску и автогонщиком Жаном-Луи Шлессером, будущим победителем ралли «Париж—Дакар». Сама Мариана приняла участие в ралли «Париж—Дакар» как любительница в 1986 году, сформировав экипаж с Франсуазой Эльби. Она родила Шлессеру сына, Антони, который также занимается автомобильными гонками, в частности в 25 лет став организатором ралли «Африка Рейс», но в официальный брак они так и не вступили.

## Финалы открытых турниров за карьеру

### Одиночный разряд
| Результат | №  | Дата            | Турнир                           | Покрытие | Соперница в финале | Счёт в финале |
| --------- | -- | --------------- | -------------------------------- | -------- | ------------------ | ------------- |
| Поражение | 1. | 24 августа 1975 | Саут-Ориндж, Нью-Джерси, США     | Грунт    | Вирджиния Рузичи   | 1-6, 1-6      |
| Победа    | 1. | 19 июня 1976    | Крейглокарт, Великобритания      | Трава    | Яна Седлачкова     | 6-2, 6-3      |
| Поражение | 2. | 10 апреля 1977  | Монте-Карло, Монако              | Грунт    | Регина Маршикова   | 2-6, 3-6      |
| Поражение | 3. | 16 октября 1977 | Мадрид, Испания                  | Грунт    | Регина Маршикова   | 4-6, 5-7      |
| Поражение | 4. | 23 октября 1977 | Барселона, Испания               | Грунт    | Регина Маршикова   | 3-6, 4-6      |
| Поражение | 5. | 10 апреля 1978  | Монте-Карло (2)                  | Грунт    | Хелена Анлиот      | 3-6, 7-5, 4-6 |
| Победа    | 2. | 26 октября 1980 | Открытый чемпионат Японии, Токио | Хард     | Нерида Грегори     | 6-4, 6-4      |

### Парный разряд
| Результат | №  | Дата           | Турнир                         | Покрытие | Партнёрша        | Соперницы в финале             | Счёт в финале |
| --------- | -- | -------------- | ------------------------------ | -------- | ---------------- | ------------------------------ | ------------- |
| Поражение | 1. | 17 ноября 1973 | Лондон, Великобритания         | Ковёр(i) | Вирджиния Рузичи | Глинис Коулз Лесли Чарльз      | 3-6, 5-7      |
| Поражение | 2. | 8 марта 1976   | Таллахасси, Флорида, США       | Грунт    | Вирджиния Рузичи | Дайанна Фромхольц Джули Энтони | 2-6, 5-7      |
| Поражение | 3. | 29 мая 1976    | Открытый чемпионат Италии, Рим | Грунт    | Вирджиния Рузичи | Линки Босхофф Илана Клосс      | 1-6, 2-6      |
| Победа    | 1. | 5 марта 1978   | Форт-Лодердейл, Флорида        | Грунт    | Лесли Хант       | Дайан Дефор Барбара Холлквист  | 1-6, 7-6, 6-3 |